# 2009 في مصر
فيما يلي قوائم الأحداث التي وقعت خلال عام 2009 في مصر.

## أحداث
- 24 أكتوبر – حادث قطار العياط

## رياضة
- 1 يناير – كأس العالم تحت 20 سنة لكرة القدم 2009

## أفلام
من الأفلام التي صدرت هذه السنة في مصر:
- 1 يناير – 1000 مبروك من إخراج أحمد نادر جلال.
- 1 يناير – أحلام الزبالين
- 1 يناير – المسافر من إخراج أحمد ماهر.
- 1 يناير – إبراهيم الأبيض من إخراج مروان حامد.
- 1 يناير – إحكي يا شهرزاد من إخراج يسري نصر الله.
- 1 يناير – بوبوس من إخراج وائل إحسان.
- 1 يناير – جيران من إخراج تهانى راشد (صانع أفلام).
- 1 يناير – حفل زفاف من إخراج أحمد يسري.
- 1 يناير – دكان شحاتة من إخراج خالد يوسف.
- 1 يناير – هليوبوليس من إخراج أحمد عبد الله السيد.
- 1 يناير – وراء قوس قزح من إخراج جيهان الطاهري.
- 1 يناير – ولاد العم من إخراج شريف عرفة.
- 15 يناير – بدون رقابة
- 27 يناير – أعز أصحاب
- 27 يناير – ميكانو
- 28 يناير – أزمة شرف
- 28 يناير – خلطة فوزية
- 28 فبراير – مقلب حرامية
- 4 مارس – واحد صفر من إخراج كاملة أبو ذكري.
- 18 مارس – دكتور سيلكون
- 18 مارس – علقة موت
- 21 مارس – آخر أيام الأرض
- 27 مارس – صياد اليمام
- 19 مايو – عمر وسلمى 2
- 20 مايو – يوم ما اتقابلنا
- 3 يونيو – الفرح
- 3 يونيو – بدل فاقد
- 23 يونيو – المشتبه
- 1 يوليو – السفاح
- 9 يوليو – العالمي
- 15 يوليو – طير إنت من إخراج أحمد الجندي.
- 20 سبتمبر – ابقى قابلني
- 20 سبتمبر – الأكاديمية
- 20 سبتمبر – الحكاية فيها منة
- 20 سبتمبر – الديكتاتور
- 20 سبتمبر – فخفخينو
- 20 سبتمبر – مجنون أميرة من إخراج إيناس الدغيدي.
- 28 أكتوبر – أدرينالين
- 18 نوفمبر – عزبة آدم
- 26 نوفمبر – أمير البحار من إخراج وائل إحسان.
- 26 نوفمبر – البيه رومانسي
- 26 نوفمبر – حد سامع حاجة
- 23 ديسمبر – بالألوان الطبيعية من إخراج أسامة فوزي.

## موسيقى

### ألبومات
من الألبومات التي صدرت هذه السنة في مصر:
- 27 يونيو – وياه من غناء عمرو دياب.

## وفيات

### يناير
- 1 يناير – مأمون سلامة (مواليد 1936)

### يوليو
- 1 يوليو – مقتل مروة الشربيني (مواليد 1977)

### أكتوبر
- 31 أكتوبر – أمين هويدي (مواليد 1921) دبلوماسي مصري.
- 31 أكتوبر – مصطفى محمود (مواليد 1921) مفكر وكاتب وفيلسوف مصري.

### نوفمبر
- 29 نوفمبر – فريال بنت فاروق الأول (مواليد 1938)